# Società Sportiva Lazio 1928-1929
Questa voce raccoglie le informazioni riguardanti la Società Sportiva Lazio nelle competizioni ufficiali della stagione 1928-1929.

## Stagione
La Lazio, nel 1928-1929, partecipò al campionato di Divisione Nazionale e si classificò all'ottavo posto nel girone B, con 29 punti, posizione valida per disputare lo spareggio per essere ammessi, nella stagione successiva, alla prima edizione della Serie A. Affrontò, quindi, sul campo neutro di Milano, il Napoli, pareggiando 2-2 dopo i tempi supplementari; in seguito ad una decisione della FIGC, entrambe le squadre accederono alla Serie A 1929-1930, senza necessità di rigiocare l'incontro.

## Organigramma societario
Area direttiva
- Presidente: Riccardo Barisonzo

Area tecnica
- Allenatore: Franz Sedlacek, da ottobre Fernando Saraceni, da gennaio Augusto Rangone, da maggio Ferenc Molnár

## Rosa
| N. |                   | Ruolo | Calciatore             |
| -- | ----------------- | ----- | ---------------------- |
|    | Italia (bandiera) | P     | Bruno Nicolini         |
|    | Italia (bandiera) | P     | Alberto Pizzetti       |
|    | Italia (bandiera) | P     | Ezio Sclavi (capitano) |
|    | Italia (bandiera) | P     | Mario Zambelli         |
|    | Italia (bandiera) | D     | Renato Bottacini       |
|    | Italia (bandiera) | D     | Dino Canestri          |
|    | Italia (bandiera) | D     | Gino Delle Fratte      |
|    | Italia (bandiera) | D     | Aimone Lo Prete        |
|    | Italia (bandiera) | D     | Luigi Saraceni II      |
|    | Italia (bandiera) | C     | Manrico Berti          |
|    | Italia (bandiera) | C     | Luigi Bodrato          |
|    | Italia (bandiera) | C     | Leopoldo Caimmi        |
|    | Italia (bandiera) | C     | Giovanni Fiorini       |
|    | Italia (bandiera) | C     | Marino Furlani         |
|    | Italia (bandiera) | C     | Silvio Griggio         |

| N. |                   | Ruolo | Calciatore        |
| -- | ----------------- | ----- | ----------------- |
|    | Italia (bandiera) | C     | Walter Marcacci   |
|    | Italia (bandiera) | C     | Pio Maneschi      |
|    | Italia (bandiera) | C     | Libero Molinis    |
|    | Italia (bandiera) | C     | Carlo Nesi        |
|    | Italia (bandiera) | C     | Paolo Paganini    |
|    | Italia (bandiera) | C     | Odoacre Pardini   |
|    | Italia (bandiera) | C     | Francesco Rier    |
|    | Italia (bandiera) | C     | Aldo Spivach      |
|    | Italia (bandiera) | C     | Giuseppe Valenti  |
|    | Italia (bandiera) | A     | Carlo Cevenini V  |
|    | Italia (bandiera) | A     | Ugo Ciabattini    |
|    | Italia (bandiera) | A     | Gino Lamon I      |
|    | Italia (bandiera) | A     | Bruno Passariello |
|    | Italia (bandiera) | A     | Carlo Radice      |
|    | Italia (bandiera) | A     | Aroldo Vaccari    |

## Calciomercato
| Acquisti | Acquisti          | Acquisti        | Acquisti   |
| R.       | Nome              | da              | Modalità   |
| -------- | ----------------- | --------------- | ---------- |
| P        | Alberto Pizzetti  | Virtus Goliarda | definitivo |
| P        | Mario Zambelli    | Venezia         | definitivo |
| D        | Gino Delle Fratte | Virtus Goliarda | definitivo |
| D        | Aimone Lo Prete   | Virtus Goliarda | definitivo |
| C        | Leopoldo Caimmi   | Livorno         | definitivo |
| C        | Marino Furlani    | Pro Gorizia     | definitivo |
| C        | Silvio Griggio    | Vicenza         | definitivo |
| C        | Libero Molinis    | Pro Gorizia     | definitivo |
| C        | Francesco Rier    | Modena          | definitivo |
| C        | Aldo Spivach      | Udinese         | definitivo |
| C        | Giuseppe Valenti  | Viterbese       | definitivo |
| A        | Carlo Radice      | Virtus Goliarda | definitivo |
| A        | Aroldo Vaccari    | Modena          | definitivo |

| Cessioni | Cessioni           | Cessioni    | Cessioni      |
| R.       | Nome               | a           | Modalità      |
| -------- | ------------------ | ----------- | ------------- |
| D        | Umberto Zannelli   |             | svincolato    |
| C        | Pierino Cappa      | Gallaratese | definitivo    |
| A        | Endo Botti         | ?           | definitivo    |
| A        | Camillo Fenili     | Napoli      | definitivo    |
| A        | Dante Filippi      | Pontedera   | definitivo    |
| A        | Corrado Gallani    | Spezia      | definitivo    |
| A        | Riccardo Okely III | Padova      | definitivo    |
| A        | Gino Ottier        |             | fine carriera |
| A        | Renato Sanero      | Juventus    | fine prestito |

## Risultati

### Divisione Nazionale

#### Girone di andata
| Arbitro: | Ferro (Milano) |

|                                                             |           |                            |
| F. Busini 9’ Baldi 13’ Schiavio 63’, 74’ A. Busini 69’, 86’ | Marcatori | 40’ Cevenini V 68’ Spivach |

| Arbitro: | Carraro (Padova) |

|  |           |                  |
|  | Marcatori | 1’ (aut.) Caimmi |

| Arbitro: | Malagodi (Ferrara) |

|                                                |           |                             |
| Dalle Vedove 14’ 16’ Moroni 47’ Santopaolo 72’ | Marcatori | 24’ Griggio 40’ C. Cevenini |

| Arbitro: | Casetta (Milano) |

|                 |           |               |
| C. Cevenini 59’ | Marcatori | 55’ Seccatore |

| Arbitro: | Mastellari (Bologna) |

|  |           |                                         |
|  | Marcatori | 8’, 10’ Spivach 42’ Furlani 60’ Griggio |

| Arbitro: | Enrietti (Torino) |

|                                                     |           |  |
| Spivach 20’ C. Cevenini 35’ Bodrato 41’ Griggio 47’ | Marcatori |  |

| Arbitro: | Malagodi (Ferrara) |

|                        |           |                        |
| Bernardi 42’ Porta 49’ | Marcatori | 62’ (rig.) C. Cevenini |

| Arbitro: | Rovida (Milano) |

|                         |           |  |
| Spivach 51’ Furlani 73’ | Marcatori |  |

| Arbitro: | Pessato (Monfalcone) |

|                                          |           |              |
| U. Visentin 19’ Blasevich 39’ Meazza 83’ | Marcatori | 89’ G. Lamon |

| Arbitro: | Giulini (Milano) |

|                         |           |  |
| Lamon I 33’ Pardini 45’ | Marcatori |  |

| Arbitro: | Giorgi (Milano) |

|                       |           |  |
| Miconi 3’ Pantani 74’ | Marcatori |  |

| Arbitro: | Barlassina (Novara) |

|  |           |                        |
|  | Marcatori | 5’ Levratto 12’ Bodini |

| Arbitro: | Bellini (Padova) |

|             |           |            |
| Bertoli 11’ | Marcatori | 88’ Radice |

| Arbitro: | Cassetta (Milano) |

|            |           |                     |
| Spivach 7’ | Marcatori | 4’ Borgo 88’ Sanero |

| Arbitro: | Lenti (Genova) |

|            |           |                               |
| Tiburzi 7’ | Marcatori | 68’ Radice 72’ (aut.) Ramello |

#### Girone di ritorno
| Arbitro: | Lenti (Genova) |

|  |           |           |
|  | Marcatori | 42’ Pozzi |

| Arbitro: | Osti (Ferrara) |

|                                                      |           |                          |
| C. Barbieri 8’ Giuliani 16’ Reggiani 25’ Moretti 36’ | Marcatori | 67’ G. Lamon 77’ Furlani |

| Arbitro: | Rovida (Milano) |

|                                         |           |  |
| G. Lamon 4’ C. Cevenini 46’ Griggio 67’ | Marcatori |  |

| Arbitro: | Mastellari (Bologna) |

|                                                |           |             |
| L. Bajardi 38’ F. Santagostino 50’ Zanello 89’ | Marcatori | 52’ Griggio |

| Arbitro: | Pessato (Monfalcone) |

|                                             |           |            |
| Rier 11’ Spivach 25’, 60’, 89’ G. Lamon 75’ | Marcatori | 52’ Meucci |

| Arbitro: | Osti (Ferrara) |

|                       |           |             |
| Gallo 7’ Civinini 55’ | Marcatori | 40’ Griggio |

| Arbitro: | Ciamberlini (Genova) |

|                                    |           |  |
| Molinis 2’ Griggio 17’ Furlani 27’ | Marcatori |  |

| Arbitro: | Malagodi (Ferrara) |

|                         |           |  |
| Vigna 80’ Paulinich 86’ | Marcatori |  |

| Arbitro: | Osti (Ferrara) |

|              |           |  |
| G. Lamon 28’ | Marcatori |  |

| Arbitro: | Asei (Vercelli) |

|  |           |                  |
|  | Marcatori | 9’, 43’ G. Lamon |

| Arbitro: | R. Barlassina (Novara) |

|          |           |  |
| Rier 76’ | Marcatori |  |

| Arbitro: | Carraro (Padova) |

|                 |           |  |
| G. Chiecchi 68’ | Marcatori |  |

| Arbitro: | Giorgi (Milano) |

|                                   |           |  |
| Vaccari 17’ Spivach 19’, 24’, 49’ | Marcatori |  |

| Arbitro: | Rovida (Milano) |

|  |           |              |
|  | Marcatori | 70’ G. Lamon |

| Roma 16 giugno 1929 30ª giornata | Lazio          | 0 – 0 | Napoli | Stadio della Rondinella\| Arbitro: \| Lenti (Genova) \| |
| Arbitro:                         | Lenti (Genova) |       |        |                                                         |

#### Qualificazione alla Serie A
| Arbitro: | Carraro (Padova) |

|                            |           |                                  |
| Spivach 17’ Cevenini V 80’ | Marcatori | 55’ Sallustro I 69’ Innocenti II |

## Statistiche

### Statistiche di squadra
| Competizione                   | Punti | In casa | In casa | In casa | In casa | In casa | In casa | In trasferta | In trasferta | In trasferta | In trasferta | In trasferta | In trasferta | Totale | Totale | Totale | Totale | Totale | Totale | D.R. |
| Competizione                   | Punti | G       | V       | N       | P       | Gf      | Gs      | G            | V            | N            | P            | Gf           | Gs           | G      | V      | N      | P      | Gf     | Gs     | D.R. |
| ------------------------------ | ----- | ------- | ------- | ------- | ------- | ------- | ------- | ------------ | ------------ | ------------ | ------------ | ------------ | ------------ | ------ | ------ | ------ | ------ | ------ | ------ | ---- |
| Divisione Nazionale (girone B) | 29    | 15      | 9       | 2       | 4       | 27      | 8       | 15           | 4            | 1            | 10           | 20           | 31           | 30     | 13     | 3      | 14     | 47     | 39     | +8   |
| Spareggio Qualificazione       |       | 0       | 0       | 0       | 0       | 0       | 0       | 1            | 0            | 1            | 0            | 2            | 2            | 1      | 0      | 1      | 0      | 2      | 2      | 0    |
| Totale                         |       | 15      | 9       | 2       | 4       | 27      | 8       | 16           | 4            | 2            | 10           | 22           | 33           | 31     | 13     | 4      | 14     | 49     | 41     | +8   |

### Statistiche dei giocatori
Nel conteggio delle reti realizzate si aggiunga un'autorete a favore.
| Giocatore           | Divisione Nazionale | Divisione Nazionale | Spareggio Qualificazione | Spareggio Qualificazione | Totale   | Totale |
| Giocatore           | Presenze            | Reti                | Presenze                 | Reti                     | Presenze | Reti   |
| ------------------- | ------------------- | ------------------- | ------------------------ | ------------------------ | -------- | ------ |
| M. Berti-Luciani II | 3                   | 0                   | -                        | -                        | 3        | 0      |
| L. Bodrato          | 14                  | 1                   | 1                        | 0                        | 15       | 1      |
| R. Bottacini        | 29                  | 0                   | 1                        | 0                        | 30       | 0      |
| L. Caimmi           | 27                  | 0                   | 1                        | 0                        | 28       | 0      |
| D. Canestri         | 9                   | 0                   | -                        | -                        | 9        | 0      |
| C. Cevenini V       | 19                  | 6                   | 1                        | 1                        | 20       | 7      |
| U. Ciabattini       | -                   | -                   | -                        | -                        | -        | -      |
| G. Delle Fratte     | -                   | -                   | -                        | -                        | -        | -      |
| G. Fiorini          | -                   | -                   | -                        | -                        | -        | -      |
| M. Furlani          | 27                  | 4                   | 1                        | 0                        | 28       | 4      |
| S. Griggio          | 25                  | 7                   | -                        | -                        | 25       | 7      |
| G. Lamon I          | 26                  | 9                   | -                        | -                        | 26       | 9      |
| A. Lo Prete         | -                   | -                   | -                        | -                        | -        | -      |
| P. Maneschi         | -                   | -                   | -                        | -                        | -        | -      |
| W. Marcacci         | 5                   | 0                   | -                        | -                        | 5        | 0      |
| L. Molinis          | 9                   | 1                   | -                        | -                        | 9        | 1      |
| C. Nesi             | 1                   | 0                   | -                        | -                        | 1        | 0      |
| B. Nicolini         | 2                   | -6                  | -                        | -                        | 2        | -6     |
| P. Paganini         | 12                  | 0                   | -                        | -                        | 12       | 0      |
| O. Pardini          | 21                  | 1                   | 1                        | 0                        | 22       | 1      |
| B. Passariello      | -                   | -                   | -                        | -                        | -        | -      |
| A. Pizzetti         | -                   | -                   | -                        | -                        | -        | -      |
| C. Radice           | 4                   | 2                   | -                        | -                        | 4        | 2      |
| F. Rier             | 13                  | 2                   | 1                        | 0                        | 14       | 2      |
| L. Saraceni II      | 22                  | 0                   | 1                        | 0                        | 23       | 0      |
| E. Sclavi           | 28                  | -33                 | 1                        | -2                       | 29       | -35    |
| A. Spivach          | 29                  | 12                  | 1                        | 1                        | 30       | 13     |
| A. Vaccari          | 4                   | 1                   | 1                        | 0                        | 5        | 1      |
| G. Valenti          | 1                   | 0                   | -                        | -                        | 1        | 0      |
| M. Zambelli         | -                   | -                   | -                        | -                        | -        | -      |